# Mebae (遊戲)
《Mebae》是狸軟件（たぬきそふと）在2011年12月16日發售的戀愛冒險類型成人遊戲。此一作品由野野原幹負責原畫，華南戀、和泉萬夜、早川清子、小左內花檻共同擔當編劇。
《Mebae》擁有多條劇情分支路線，每條路線皆有一系列預先設定的場景和人物互動。其主要聚焦於女主角跟玩家角色的互動，並重點刻畫了角色之間的性行為。整個故事以主角佐倉柚樹的視角作切入點。他是個學生，並在日常跟兩位美少女相處。一是自己的姊姊佐倉杏奈，二是同班同學葉月莉子。
它在開售後登上了各大平台的當月（2011年12月）美少女遊戲銷量排行榜。在日本美少女遊戲暨動漫相關商品銷售網站Getchu屋亦被票選為2011年12月第5佳美少女遊戲。它於Getchu屋的2011年美少女遊戲大獎和成人遊戲雜誌《BugBug》的2011年讀者美少女遊戲人氣投票結果皆有上榜。最後於2012年度萌系遊戲大賞奪得由業內人士選出的色情系作品獎PINK銀獎。

## 遊戲系統
《Mebae》採取戀愛冒險的遊玩方式，玩家所扮演的是本作的主角佐倉柚樹。玩家在遊玩的時候都需閱覽熒幕上所顯示的文本和聆聽遊戲發出的聲音，用以了解故事情節和人物之間的對話。文字和聲音會與人物拼合圖和背景一同出現，用以表示柚樹在跟誰對話。玩家會在故事中遇見代替背景和人物拼合圖的计算机图形。《Mebae》擁有多條劇情分支路線，每條路線的结局皆有所不同。玩家的選擇會影響之後的劇情路線，從而影響結局。
本作角色之間的關係亦帶有一定性意味。有關場景包括手交、口交、性交。玩家在某些預設的段落中須選擇行為選項。對話框的下一段文本在做出選擇前並不能夠顯示。玩家必須反覆載入選項頁面並選擇不同的選項，才能夠觀覽存於不同路線的劇情。《Mebae》擁有多個結局。

## 情節
本作的男主角佐倉柚樹是個剛升上新學校沒多久的學生，他在家經常受就讀同一間學校的姊姊佐倉杏奈照顧，不過他卻對姊姊的蠻橫態度感到不滿。他在校內則認識了班花葉月莉子，兩者經常在休息時間於天台相聚，一起玩電子遊戲。某一天，他跟莉子一起遊玩時，得到稀有武器。柚樹知道莉子也想要該件武器時，便決定送給她。莉子為了答謝柚樹，便決定準許他揉自己的乳房，繼為他手交，兩人之後亦維持一段炮友關係。
與此同時，他在家中亦不小心在浴室看到姐姐的裸體，開始把她視作女人看待。繼在她的房間中放置攝錄機，以望偷拍她擅自拿取自己的色情書刊後自慰的姿態。柚樹在得到姐姐自慰的錄像後，開始以之幫助自己自慰。杏奈則從他自慰時發出的聲音得知他把自身當作性幻想對象，於是打算提醒他，不要再把自己當作自慰對象。她在柚樹把自己的內衣當作自慰的「配菜」時，上前制止。柚樹於是反過來威脅姐姐，說自己有意把她自慰的事告訴同學和母親，以此強迫她跟自己一起「學習性事」。次日，他把自己的初次性交體驗獻給莉子，同時從她口中得知莉子曾以享樂為目的，跟不少人發生性關係。之後的劇情会隨着玩家的選項而出現變化——依劇情可分為四條個人線，一條後宮線。
在兩條莉子線中，主角與莉子一邊过着校园生活的同時，一邊維持炮友關係。莉子在過程中漸漸愛上了柚樹，開始與之交往。此一關係後來為同班同學之發現，開始得到別人承認，最後以莉子懷孕與否作為路線分歧點。在兩條杏奈線中，主角與姐姐维持着一起學習性事的關係，杏奈在過程中漸漸愛上了柚樹。與此同時，杏奈亦因為在自慰過程中不小心弄破處女膜，而決意讓了解上述情況的柚樹成為自己的戀人，劇情最後以杏奈懷孕與否作為路線分歧點。在後宮線中，杏奈得知莉子跟柚樹的關係後，當面與之對質。兩者之後決定在性事上一較高下，看誰較能得到柚樹的芳心。柚樹則因為同時喜歡兩者，而無法下決定。面對這樣的柚樹，杏奈和莉子決定聯合起來，一起懲罰他。兩者更因此喜歡上對方。最後三人決定把這段三角關係維持下去。

## 角色
佐倉柚樹
本作男主角，剛升上新學校沒多久的學生。在日常喜欢靠着色情作品和性幻想來自慰。初次性交對象為同班同學葉月莉子。
佐倉杏奈
柚樹的姐姐。在日常經常照顧柚樹和做家務。性格溫柔但蠻橫。在校表現優秀，為人注目。女子軟式網球部所屬。對自己的乳房感到自卑。在性事上較被動。
葉月莉子
柚樹的同班同學。外表漂亮。在校內經常露出內褲或胸罩予其他人看到。喜歡跟柚樹一起在玩電子遊戲。女子軟式網球部所屬。初次性交對象為補習老師，自與他性交後便喜歡以性取樂。在性事上較主動。

## 開發
《Mebae》由狸軟件（たぬきそふと）負責開發。劇本由華南戀、和泉萬夜、早川清子、小左內花檻共同構思，原畫由野野原幹負責。製作團隊以對美好校園生活的想像为核心，來編排本作劇情。他們在以往的作品中一般把男主角設定成比女主角年長，因此亦把男方設定成在性事上主動。但在本作中，兩者年齡相近。故在描畫色情場景時，需靠自己對男高中生的想像去刻畫其行為。製作团隊的過去作品皆有像「對着正在睡覺的少女自慰」般的場景，但本作則較為把聚點放在兩位女主角上，故減少了上述情節之餘，亦增加色情場景的份量。

## 發行
2011年4月，狸軟件在Twitter上發表有關新作的消息，並在附件中表明其中一位女主角此前曾有性經驗。此一設定在2channel上引起了討論。9月16日，它開設了《Mebae》的官方網站。同月30日，它開始公開本作的店鋪特典。11月18日，製作團隊發佈《Mebae》的免費試玩版，予供公眾下載試玩。30日，官方宣佈本作已下線。正式版於12月16日發行，同時相容Windows XP/Vista/7。部分商店為購入者安排了像廣播劇CD、抱枕套、電話卡般的贈品。2017年9月1日，DMM發佈了本作的完整付費下載版。

## 評價
| 部門名稱 | Getchu.com | BugBug |
| -------- | ---------- | ------ |
| 綜合部門 | 圈外       | 第25位 |
| 色情部門 | 第7位      | 第8位  |

根據成人遊戲雜誌《PCpress》的統計，在發售當月（12月），它於日本全國美少女遊戲銷量當中排在第2位，到了次月亦排在銷量排行榜的第28位。《PCpress》認為，本作雖只瞄準一少部分玩家，但它卻受到這類型玩家的極力追捧。
《Mebae》成為了日本美少女遊戲暨動漫相關商品銷售網站Getchu屋2011年12月度的最暢銷遊戲。Getchu屋把此一銷量歸功於畫師的畫風。到了次年1月，它亦躋身於排行榜的23位。《Mebae》的2011年全年銷售量排名則分別排在第12位（BugBug）和第13位（Getchu屋）。
《Mebae》在Getchu屋亦被票選為2011年12月第5佳的美少女遊戲。之後亦在該站的2011年美少女遊戲大獎中獲得色情部門第7位。根據《BugBug》的2011年讀者美少女遊戲人氣投票結果，這部作品亦獲得綜合部門第25位和色情部門第8位。佐倉杏奈則獲得角色部門第40位。它其後於2012年度萌系遊戲大賞奪得由業內人士選出的色情系作品獎PINK銀獎。

## 外部連結
- 官方網站的互聯網檔案館備份（日語）
- 《Mebae》在視覺小說數據庫的頁面 （英文）